# Perot Systems
Perot Systems est une entreprise américaine de services aux technologies de l'information basée à Plano au Texas. Elle fut fondée en 1988 par le milliardaire texan Ross Perot.

## Histoire
En 1992, Perot Systems se voit confier la refonte complète des systèmes d'information de l'entreprise Europcar. Perot Systems développe le premier système de suivi centralisé de la flotte de véhicules de l'entreprise. Son fondateur Ross Perot quitte la direction du groupe pour se lancer dans la campagne présidentielle américaine. En 1995,  Swiss Bank rachète 24,9% de Perot Systems. En 1998, Perot Systems entre en bourse.
En 2001, Perot Systems gagne le contrat Burger King pour moderniser ses systèmes d'information. En 2006, l'entreprise recrute le lobbyist controversé David Szady pour développer ses activités de contre-espionnage et ouvre un nouveau centre de production au Mexique.
En 2009, Dell rachète Perot Systems pour 3,9 milliards de dollars, ce qui représente alors la plus grande acquisition jamais effectuée par le groupe texan. En 2016, le groupe japonais NTT Data se porte acquéreur de Perot Systems pour 3,1 milliards de dollars,. Ross Perot décède en 2019.